# جرمی جکسون
جرمی جکسون (به انگلیسی: Jeremy Jackson) (زاده ۱۶ اکتبر ۱۹۸۰) بازیگر و خواننده آمریکایی است.
از کارهای معروف او می‌توان به بازی در مجموعه‌های تلویزیونی و فیلم‌های سانتا باربارا، فریاد و بی‌واچ اشاره کرد.